# (5653) Camarillo
(5653) Camarillo ist ein erdnaher Asteroid des Amor-Typs, der am 21. November 1992 von den amerikanischen Astronomen Eleanor Helin und Kenneth Lawrence am Palomar-Observatorium (IAU-Code 675) in Kalifornien entdeckt wurde.
Der Himmelskörper wurde nach der Stadt Camarillo im Ventura County des US-Bundesstaats Kalifornien benannt, die am historischen Camino Real liegt und ihren Namen dem Großgrundbesitzer Adolfo Camarillo verdankt.